# Lloyd Royal Belge
Die belgische Reederei Lloyd Royal Belge (LRB) bestand von 1915 bis 1930.

## Geschichte
Im  Ersten Weltkrieg erhielt Belgien durch die Commissie voor Hulp aan België, in deren Vorstand auch der spätere amerikanische Präsident Herbert Hoover war, Getreidehilfen aus den seinerzeit neutralen Vereinigten Staaten. Nachdem die britische Regierung vor dem Hintergrund des U-Boot-Krieges im Frühjahr 1916 keine Tonnage mehr für Transporte zwischen neutralen Staaten bereitstellen konnte, sah man in Belgien die Gefahr eines Versorgungsengpasses der Bevölkerung.
Am 26. Juni 1916 wurde daher das Unternehmen Lloyd Royal Belge als Zusammenschluss der drei belgischen Reedereien Antwerpsche Zeevaart Maatschappij (AZM), Scheepvaartmaatschappij Gylsen (SMG), der S.A. de Commerce et de Navigation, Belgische Reederei (BR) und der Londoner Brijs-Gijlsen Ltd (Brys & Gylsen) (BGL) gegründet, um diesem Mangel zu begegnen. Das erste Domizil der Reederei war die Antwerpener Villa Bel Horizon. Das Unternehmen führte die von Antwerpen ausgehenden Linien der einzelnen Gründungsmitglieder nach Nordamerika,  Südamerika und in das Mittelmeer fort. Am 7. April 1919 bezog man neu angekaufte Räumlichkeiten im Zentrum Antwerpens.
Durch den Ratenverfall infolge der Weltwirtschaftskrise geriet das Schifffahrtsunternehmen in finanzielle Schieflage und wurde 1930 vom belgischen Mitbewerber Compagnie Maritime Belge übernommen. Diese führte daraufhin den Namen Lloyd Royal.
Die Schornsteinfarben des Lloyd Royal Belge waren schwarz, mit einem schmalen roten über einem schmalen weißen Ring.